# República de Sakha
A Sakha (russo:  Саха́, tr. Sakha; em iacuto: Саха Сирэ, tr. Sakha Sire), também conhecida como Iacútia (russo:  Яку́тия, tr. Iakútia), oficialmente República de Sakha (Iacútia) (russo:  Респу́блика Саха́ (Яку́тия), tr. Respúblika Sakhá (Iakútia); em iacuto: Саха Өрөспүүбүлүкэтэ, tr. Sakha Öröspüübülükete) é uma república russa e constitui uma divisão federal (ou súdito) da Federação Russa.
Ocupa a metade da área do Distrito Federal Oriental, sendo o maior estatoide do mundo por extensão, com 3 103 200 km² (área maior do que a da Argentina), ocupa três fusos horários indo até o Oceano Ártico. É escassamente povoada, tal como o resto da Sibéria. A população da república, segundo o censo de 2010, era de 958 528 habitantes. Cerca de 40% da área da república está a norte do Círculo Polar Ártico e está coberta de permafrost.
Sua capital é Iakutsk. Na região há um Parque Pleistoceno que recria a tundra com sua vegetação típica, cujo crescimento é estimulado pela presença de animais que teriam vivido ali ao final do Pleistoceno e no início do Holoceno.

## Geografia
- Fronteiras:
  - terrestres: Tchukotka (E), Magadan (E/SE), Khabarovsk (SE), Amur (S), Tchita (S), Irkutsk (S/SO), Krasnoiarsk (O).
  - marítimas: Oceano Ártico (inclui Mar de Laptev e Mar Siberiano Oriental) (N).
- Pontos culminantes: Pico Pobeda (3 003 m), Pico Mus-Kaya (2 959 ou 3 011 m)
- Máxima distância N→S: 2 500 km
- Máxima distância E→O: 1 600 km

### Localização
A Iacútia (ou Sakha) tem nas proximidades, ao norte, a Ilha Henrietta das Ilhas da Nova Sibéria (que são parte da Iacútia) e é banhada pelo Mar de Laptev e pelo Mar Siberiano Oriental), as águas mais geladas dos mares do Hemisfério Norte. O litoral fica congelado entre 9 a 10 meses por ano. Depois que Nunavut se separou dos Territórios do Noroeste, no Canadá, a Iacútia passou a ser a mais extensa subdivisão de país do mundo. Com sua área de 3,103 milhões de km² é pouco menor que o território da Índia (3,3 milhões de km²).

### Vegetação
A Iacútia pode ser dividida em três grandes áreas de vegetação diversa. Cerca de 40% da Iacútia fica ao norte do Círculo Polar Ártico, sendo cobertos de permafrost que influi muito na ecologia da região e limita as florestas ao sul. A tundra ártica e subártica define a região intermediária, mais ao sul. Aí, coberturas com tapetes verdes de relva, líquenes e musgos são as pastagens favoritas de renas. Mais ao sul da área de tundra, ficam grupos esparsos de pinhos-siberianos-anões e coníferas (lariço), que crescem ao longo dos rios. Aí, ao sul, fica a região de floresta de taiga. Lariços dominam no norte e coníferas de abetos e pinheiros no sul. A taiga cobre 47% da Iacútia, sendo em 90% com lariços.

### Fusos horários

Mapa detalhado dos três fusos horários da Iacútia

Iacútia (ou Sakha) apresenta três fusos horários:
1. Fuso de Iakutsk (YAKT, UTC+10). Cobre a Iacútia a oeste do rio Lena e ainda alguns territórios de Uluses (divisões administrativas), em ambas margens desse rio.
2. Fuso de Vladivostok (VLAT, UTC+11). Cobre a maior parte da Iacútia entre as longitudes 127°E e 140°E.
3. Fuso de Magadan (MAGT, UTC+12). Cobre a maior parte da Iacútia a leste da longitude 140°E.

### Rios

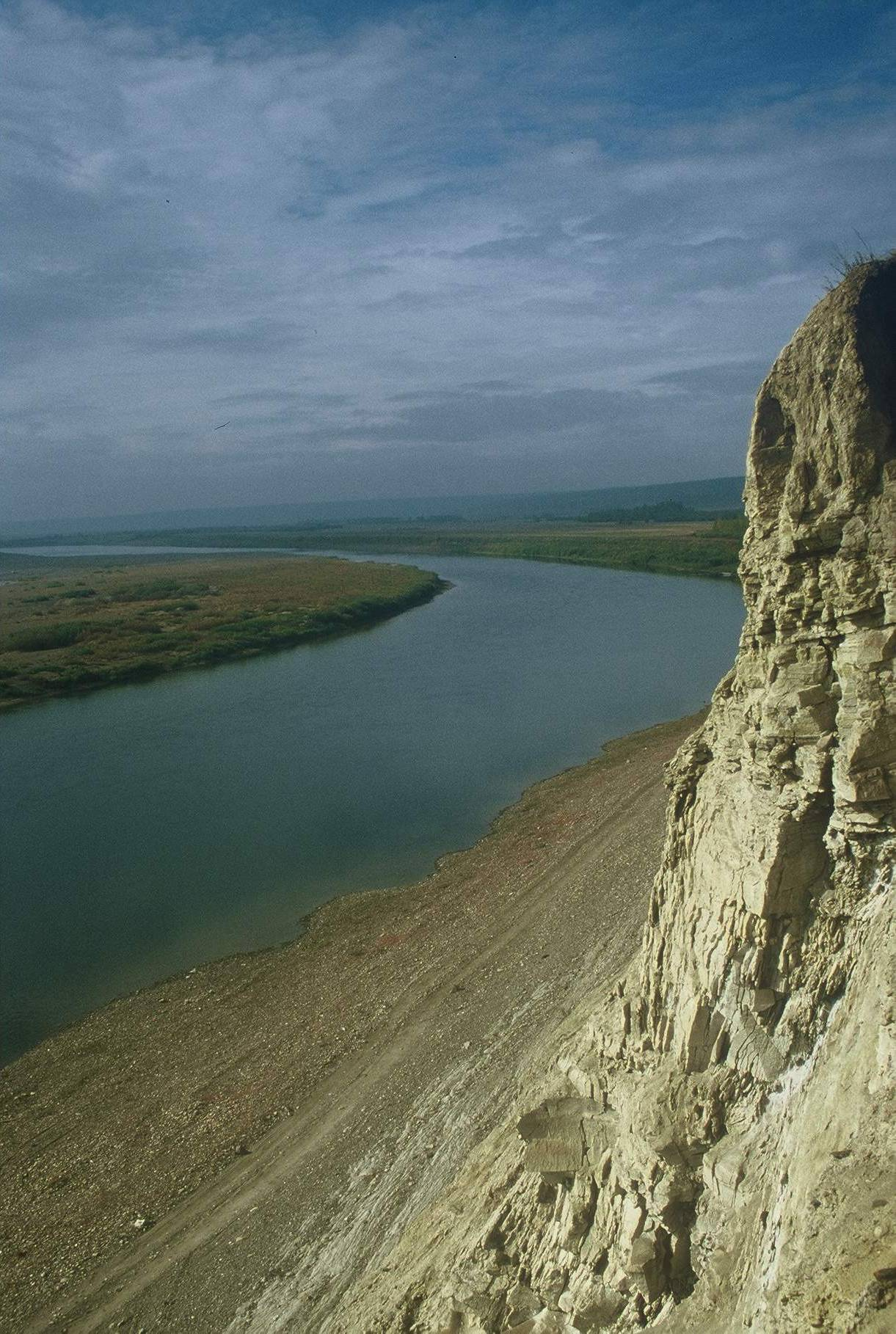
Rio Amga

O rio Lena (4 310 km), no seu trajeto rumo ao norte, inclui centenas de pequenos rios localizados na cadeia montanhosa Verkhoiansk. Outros rios importantes são:
- Rio Viliui (2 650 km) afluente do Rio Lena
- Rio Oleniok (2 292 km)
- Rio Aldan (2 273 km) afluente do Rio Lena
- Rio Kolimá (2 129 km)
- Rio Indigirka (1 726 km)
- Rio Alazeia (1 590 km)
- Rio Amga (1 462 km) afluente do Rio Aldan
- Rio Oliokma (1 320 km) afluente do Rio Lena
- Rio Markha (1 181 km) afluente do Rio Viliui
- Rio Tiung (1 092 km) afluente do Rio Viliui
- Rio Maia (1 053 km) afluente do Rio Aldan
- Rio Anabar (939 km)
- Rio Iana (872 km)
- Rio Morkoka (812 km) afluente do Rio Markha
- Rio Utchur (812 km) afluente do Rio Aldan
- Rio Linde (804 km) afluente do Rio Lena
- Rio Niuia (798 km) afluente do Rio Lena
- Rio Selenniakh (796 km) afluente do Rio Indigirka

### Lagos
Há cerca de 700 lagos na república da Iacútia. Os maiores são:
- Lago Mogotoievo
- Lago Nidili
- Lago Nerpitchie
- Reservatório Viliuiskoe

### Montanhas
A maior cadeia de montanhas, as Verkhoiansk, desenvolve-se paralelamente e ao leste do rio Lena, formando um arco que se inicia no mar de Okhotsk e vai até ao mar de Laptev.
As montanhas Tcherski ficam a leste das Verkhoiansk e apresentam a maior montanha da Iacútia, o Jengish Chokusu (pico Pobeda), 3 003 m). Dados recentes de deteção remota, porém, indicam que o Pico Mus-Khaia deve ser realmente o mais alto (3 011 m).
As montanhas Stanovoi ficam na fronteira sul.

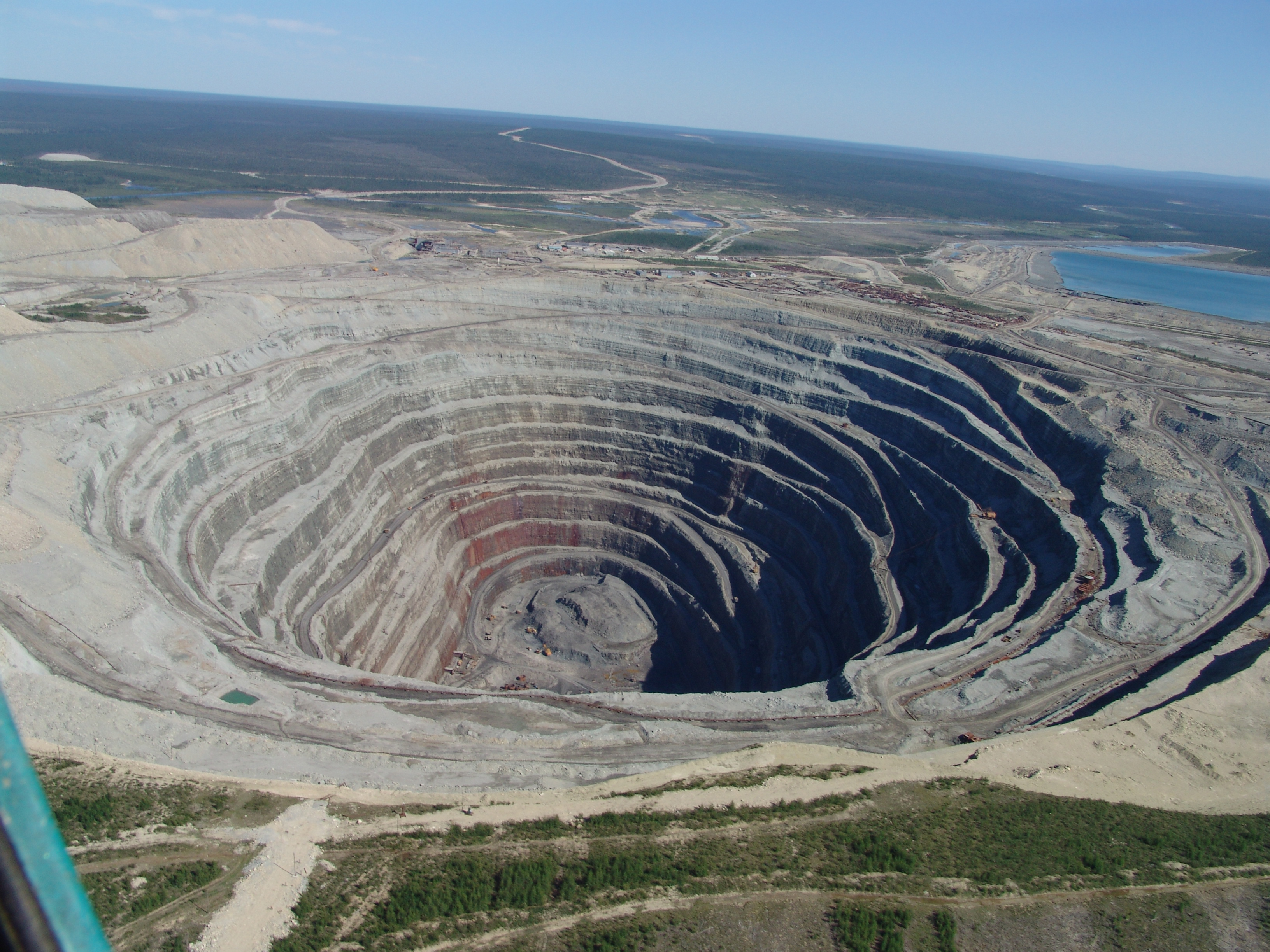
Udatchnaia

### Recursos naturais
A Iacútia é muito bem provida de matérias primas: o seu solo contém petróleo, gás natural, carvão, diamantes, ouro, prata, volfrâmio e estanho. Os diamantes da Iacútia correspondem a 99% da produção da Rússia e a 25% da mundial.

### Clima
A Iacútia é conhecida por seu clima de extremos. A área mais fria do hemisfério norte, o chamado polo do frio, fica nas montanhas Verkhoiansk, na cidade de Verkhoiansk, na Iacútia. Aí, a temperatura já atingiu −67,8 °C em 1892, enquanto que em Oimiakon, na mesma região, foi verificada a temperatura de −67,7 °C em 1933.
- Temperatura média em janeiro: no litoral, −28 °C; no polo do frio, −47 °C.
- Temperatura média em julho: no litoral, 2 °C; nas áreas centrais, 19 °C.
- Precipitação média anual: nas montanhas ao leste, 700 mm; nas áreas centrais, 200 mm;

Nos últimos anos, o aquecimento global provocou o derretimento de solos anteriormente congelados. Milhares de casas estão em perigo de desmoronar na lama no verão, enquanto as aldeias do norte são inundadas.

## Demografia
As línguas oficiais da Iacútia (Sakha) são o russo e o iacuto, essa falada por 25% da população. A língua iacuta é um idioma túrquico com influências do mongol, também com palavras vindas de línguas de povos indígenas da Iacútia, os paleossiberianos.
- População: 949 280 (2002)
  - Urbana: 609 999 (64,3%)
  - Rural: 339 281 (35,7%)
  - Homens: 464 217 (48,9%)
  - Mulheres: 485 063 (51,1%)
- Idade - média: 30,0 anos
  - Urbana: 31,0 anos
  - Rural: 27,4 anos
  - Homens: 30,0 anos
  - Mulheres: 26,6 anos
- Número de domicílios: 305 017 (937 954 pessoas)
  - Urbanos: 212 593 (600 696 pessoas)
  - Rurais: 92 424 (337 258 pessoas)
- Estatísticas de vida (2005)

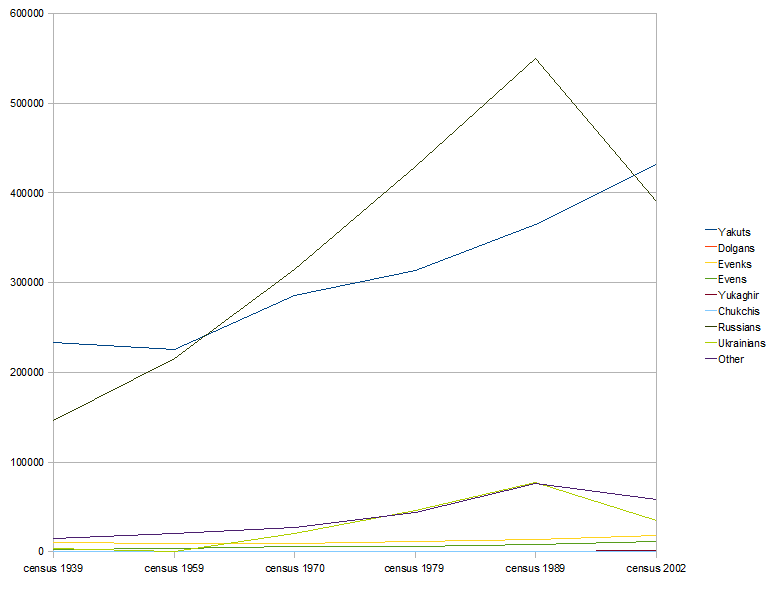
Mudanças populacionais, 1939–2002

  - Nascimentos: 13 591 (taxa de nascimento de 14,3)
  - Mortes: 9 696 (taxa de mortalidade 10,2)
- Grupos étnicos: Conforme censo russo, a composição da população é:
- 432 290 — iacutos (45,54%);
- 390 617 — russos (41,15%);
- 34 633 — ucranianos (3,65%);
- 18 232 — evenques (1,92%);
- 11 657 — evens (1,23%);
- 10 755 — tártaros (1,13%);
- 7 266 — buriates (0,77%);
- 4 236 — bielorrussos (0,45%);
- 2 764 — armênios (0,29%);
- 2 355 — basquires (0,25%);
- 2 293 — azeris russos (0,24%);
- 2 283 — alemães étnicos (0,24%);
- 2 255 — moldavos (0,24%);
- 2 072 — mordovianos (0,22%);
- 1 815 — coreanos (0,19%);
- 1 700 — chuvaches (0,18%);
- 1 454 — quirguizes (0,15%);
- 1 272 — dolganes (0,13%);
- 1 272 — usbeques (0,13%);
- 1 105 — tajiques (0,12%);
- 1 097 yukaghires (0,12%);
- 1 000 inguches (0,11%);
- outros grupos com menos de 1 000 pessoas cada.

Nota: 0,28% dos habitantes não informaram suas etnias no questionário do censo.
Dados históricos da composição populacional da Iacútia.
|            | censo 1939      | censo 1959      | censo 1970      | censo 1979      | censo 1989      | censo 2002      |
| ---------- | --------------- | --------------- | --------------- | --------------- | --------------- | --------------- |
| Iacutos    | 233 273 (56,5%) | 226 053 (46,4%) | 285 749 (43,0%) | 313 917 (36,9%) | 365 236 (33,4%) | 432 290 (45,5%) |
| Dolgans    | 233 273 (56,5%) | 226 053 (46,4%) | 10 (0,0%)       | 64 (0,0%)       | 408 (0,0%)      | 1 272 (0,1%)    |
| Russos     | 146 741 (35,5%) | 215 328 (44,2%) | 314 308 (47,3%) | 429 588 (50,4%) | 550 263 (50,3%) | 390 671 (41,2%) |
| Evenques   | 10 432 (2,5%)   | 9 505 (2,0%)    | 9 097 (1,4%)    | 11 584 (1,4%)   | 14 428 (1,3%)   | 18 232 (1,9%)   |
| Evens      | 3 133 (0,8%)    | 3 537 (0,7%)    | 6 471 (1,0%)    | 5 763 (0,7%)    | 8 668 (0,8%)    | 11 657 (1,2%)   |
| Yukaghires | 267 (0,1%)      | 285 (0,1%)      | 400 (0,1%)      | 526 (0,1%)      | 697 (0,1%)      | 1 097 (0,1%)    |
| Tchuktchis | 400 (0,1%)      | 325 (0,1%)      | 387 (0,1%)      | 377 (0,0%)      | 473 (0,0%)      | 602 (0,1%)      |
| Ucranianos | 4 229 (1,0%)    | 12 182 (2,5%)   | 20 253 (3,0%)   | 46 326 (5,4%)   | 77 114 (7,0%)   | 34 633 (3,6%)   |
| Outros     | 14 723 (3,6%)   | 20 128 (4,1%)   | 27 448 (4,1%)   | 43 695 (5,1%)   | 76 778 (7,0%)   | 58 826 (6,2%)   |

Estatísticas vitais de 2007 — Taxas de fertilidade total das divisões da Rússia
- Nascimentos: 15,88 ‰
- Mortes: 9,68 ‰
- Imigração total: −5,7 ‰
- NGR: +0,62% por ano
- PGR: +0,06% por ano

### Principais cidades
A principal cidade da Iacútia é Iakutsk, com 210 642 habitantes. Existem outras cidades de pequeno porte na república.
- Aldan (24 700)
- Lensk (24 558)
- Mirny (39 981)
- Neriungri (66 269)
- Niurba (10 309)
- Oliokminsk (10 003)
- Oimiakon (c. 800)
- Pokrovsk (10 092)
- Srednekolymsk (3 587)
- Tommot (9 032)
- Udatchny (15 698)
- Verkhoiansk (1 434)
- Viliuisk (9 776)

## História
Os iacutos chegaram em período relativamente recente na sua atual região, no século XIII, vindos da Ásia Central. Suas origens são povos turcomanos heterogêneos. Eles impuseram-se sobre os caçadores-recoletores indígenas e passaram a chamar a si próprios de sakha, termo de origem discutida, mas não definida.
Os evenques denominavam os sakha de yako, denominação essa adotada pelo russos, que aí chegaram por volta do início do século XVII. Tygyn, um rei dos iacutos khangalasski, garantiu territórios de assentamento russos, em troca de apoio militar em guerra contra rebeldes indígenas do nordeste da Ásia (Magadan, Tchukotka, Kamtchatka e Sacalinas). O rei Kull, dos iacutos megino-khangalasski, iniciou uma conspiração iacuta ao permitir a primeira construção de barricadas e trincheiras. Em agosto de 1638, o governo de Moscou formou uma nova unidade administrativa com o centro de administração de Lenski Ostrog, o qual assegurou com essa cidade a entrada de Tygyn no pacto com os russos que asseguraria a conquista do nordeste da Ásia para os séculos seguintes. Lenski Ostrog (ou Forte Lensky), a futura cidade de Iakutsk, foi fundada por Piotr Beketov, um cossaco, em 25 de setembro de 1632 (data de definição do território).
Tanto a data da chegada como a origem dos assentados russos na muito remota localidade de Russkoe Ustie no delta do Rio Indirka, cujos últimos residentes foram conhecidos por sua cultura muito arcaica, ainda são enigmas. A maior parte dos historiadores especula que isso tenha ocorrido por volta do século XVII.
Os russos estabeleceram agricultura na bacia do rio Lena. Membros de grupos religiosos exilados na Iacútia na segunda metade do século XIX começaram a cultivar trigo, aveia e batatas. O comércio de peles estabeleceu uma economia monetária. Indústria e transportes começaram a desenvolver-se ao final do século XIX e no início da Era Soviética. Aí, também iniciaram-se as atividades de prospeção geológica, mineração, a produção local de chumbo e chegaram os primeiros navios e barcaças a vapor.
Em 27 de abril de 1922, a até então "Terra Iakutskaia" foi proclamada a República Autônoma Soviética da Iacútia, embora a parte leste do território estivesse sob domínio do Exército Branco (a "Revolta Iacuta"). Em 1992, com a queda da União Soviética, a Iacútia foi reconhecida por Moscou como República de Sakha (Iacútia), sob jurisdição da Federação da Rússia.
A localização remota da Iacútia, mesmo considerando todo o resto da Sibéria, fez da área um local de exílio preferido pelos governos czaristas e soviéticos da Rússia. Dentre os exilados da Era Czarista estiveram o escritor democrático Nikolai Tchernyshevski, doukhobor (objetor de consciência, cuja história foi contada a Leon Tolstói por Vasili Nikolaevitch Pozdniakov) e o socialista revolucionário e escritor Vladimir Zenzinov, que deixou um interessante relato sobre suas experiências no Ártico.

## Política
O chefe de governo da Iacútia (Sakha) é o presidente, sendo que o primeiro foi Mikhail Nikolaev e o atual, desde 28 de maio de 2018, é Aisen Nikolaev. O supremo legislativo do país é uma assembleia de estado unicameral chamada Il Tumen.

## Economia
A indústria corresponde a pouco mas de 50% da economia da Iacútia, principalmente na exploração de minerais. As empresas industriais concentram-se na capital Iakutsk, bem como em Aldan, Mirny, Neriungri, Prokrovsk e Udatchny.  As indústrias de mineração de diamantes, ouro e estanho são os principais focos da economia e o urânio começa a ser explorado.  A língua iacuta está presente na política, na economia, no governo, nas finanças e na criação de animais (cavalos e vacas leiteiras). Os indígenas paleoasiáticos são caçadores, pescadores e criadores de renas.

## Transporte
Inicialmente as vias fluviais foram usadas para transporte de cargas. Há seis portos fluviais, dois portos marítimos (Tiksi e Zeliony Mys). Quatro empresas de navegação, incluindo a Companhia de Navegação do Oceano Ártico, operam na república. A maior via fluvial é o rio Lena, que liga Iakutsk à estação ferroviária de Ust-Kut, no oblast de Irkutsk.
Duas rodovias federais passam pela Iacútia: Iakutsk–Bolshoi Never e Iakutsk–Magadan. Em função da presença de permafrost, não pode ser usado o asfalto, sendo as rodovias em terra batida. Em caso de pesadas chuvas, essas rodovias transformam-se em lamaçais e muitos veículos ficam atolados.
Na Iacútia opera a ferrovia Berkakit–Tommot, que liga a ferrovia principal Baikal Amur aos centros industriais do sul da república. A ferrovia principal Amur-Iakutsk continua em construção, tendo chegado em 2013 a Nijni Bestiakh, na outra margem do rio em frente a Iakutsk.
O transporte aéreo é significante na república. Linhas aéreas ligam o Aeroporto Internacional de Iakutsk à maior parte das regiões da Rússia.

## Educação
As mais importantes instituições de ensino superior são a Universidade Estatal de Iakutsk e a  Academia Estatal de Agricultura de Iakutsk.

## Religião
Antes da chegada do Império Russo na região, a população local acreditava no tengriismo muito comum entre os povos de línguas turcomanas da Ásia Central ou no xamanismo indígena paleoasiático, o qual inclui os xamãs luminosos (lideranças na comunidade) e obscuros (cura por jornada espiritual). Sob o domínio russo, a população foi forçada à conversão à Igreja Ortodoxa Russa e também a tomar nomes cristãos. Porém, na prática, continuaram a seguir suas religiões originais. Durante o período de domínio da União Soviética, praticamente todos os xamãs morreram sem deixar sucessores.
Presentemente, enquanto o cristianismo ortodoxo mantém-se (porém, com poucos sacerdotes querendo ficar fora de Iakutsk), há interesse e atividades no sentido de fazer renascer as antigas crenças. Em 2008, os líderes ortodoxos descreveram a visão do mundo da população indígena da república iacuta (em especial, dos que não são totalmente indiferentes à religião), como um dvoeverie (sistema de crenças dual), conforme evidenciado numa tendência ao sincretismo religioso. Os locais costumam convidar, ora um xamã, ora um padre ortodoxo para ministrar os ritos ligados aos eventos de suas vidas.